# Топчиев, Дмитрий Николаевич
Дми́трий Никола́евич То́пчиев (укр. Дмитро Миколайович Топчієв; род. 25 сентября 1966, Никополь, Днепропетровская область) — украинский футболист, полузащитник. Выступал за сборную Украины.

## Карьера

### Клубная
Один из первых тренеров — Григорий Тихонович Варжеленко, который работал с Топчиевым в СДЮСШОР «Колос» Никопольского района.
Начинал выступления в большом футболе в нижнетагильском «Уральце», где играл в период с 1984 по 1987 год. В середине 1987 года провел 1 матч за тюменский «Геолог».
Сезон 1988 начинал в запорожском «Торпедо», но уже в середине когда перебрался в «Колос» (Никополь). Однако по итогам сезона клуб вылетел из первой лиги. В 1989—1991 снова играл во второй лиге.
В первом чемпионате Украины 1992 года играл за «Волынь» (Луцк), потом за львовские «Карпаты». В середине сезона 1992/93 за 28 миллионов карбованцев перешёл в «Динамо» (Киев). За эти полгода успел стать чемпионом Украины и завоевал Кубок Украины (забил гол в финале «Карпатам»).
С 1994 — в составе «Днепра», где выступал под началом немецкого тренера Бернда Штанге. Играл на позиции опорного полузащитника.
В 1998 приехал в Россию, выступал за «Уралмаш» в первой лиге чемпионата России. Отыграв всего 3 игры, переехал в Нальчик, где играл за «Спартак» (Нальчик).
В 1999 вернулся в Запорожье, в «Металлург» к Мирону Маркевичу. В 2000 — снова в России, провел одну игру за калининградскую «Балтику». Со 2-й половины сезона вновь играл за луцкую «Волынь».
В 2002 недолгое время играл за казахский «Актобе-Ленто», после чего снова вернулся в «Волынь».
Выступал в составе ветеранов никопольских клубов, а также в составе «Днепра» в чемпионате Украины среди ветеранов.

### В сборной
За сборную Украины сыграл 5 игр.
Дебютировал 28 октября 1992 года в товарищеском матче со сборной Беларуси (1:1), заменив за 2 минуты до конца матча Олега Кузнецова.
Свой последний матч за сборную провёл 23 октября 1993 года против сборной США (1:0).
| Матчи в составе сборной Украины по футболу | Матчи в составе сборной Украины по футболу | Матчи в составе сборной Украины по футболу | Матчи в составе сборной Украины по футболу | Матчи в составе сборной Украины по футболу | Матчи в составе сборной Украины по футболу | Матчи в составе сборной Украины по футболу | Матчи в составе сборной Украины по футболу | Матчи в составе сборной Украины по футболу | Матчи в составе сборной Украины по футболу | Матчи в составе сборной Украины по футболу | Матчи в составе сборной Украины по футболу | Матчи в составе сборной Украины по футболу |
| N                                          | №                                          | Дата                                       | Место                                      | Турнир                                     | Соперник                                   | Счёт                                       | Голы                                       | Минуты                                     | Замены                                     | Наказания                                  | Клуб                                       | Примечание                                 |
| ------------------------------------------ | ------------------------------------------ | ------------------------------------------ | ------------------------------------------ | ------------------------------------------ | ------------------------------------------ | ------------------------------------------ | ------------------------------------------ | ------------------------------------------ | ------------------------------------------ | ------------------------------------------ | ------------------------------------------ | ------------------------------------------ |
| 1                                          | 4                                          | 28.10.1992                                 | Беларусь, Минск, «Динамо»                  | Товарищеский матч                          | Беларусь                                   | 1 : 1                                      |                                            | 3                                          | 88'                                        |                                            | «Карпаты» (Львов)                          |                                            |
| 2                                          | 5                                          | 27.04.1993                                 | Украина, Одесса, «Центральный стадион ЧМП» | Товарищеский матч                          | Израиль                                    | 1 : 1                                      |                                            | 45                                         | 46'                                        |                                            | «Динамо» (Киев)                            |                                            |
| 3                                          | 7                                          | 26.06.1993                                 | Хорватия, Загреб, «Максимир»               | Товарищеский матч                          | Хорватия                                   | 1 : 3                                      |                                            | 80                                         | 81'                                        |                                            | «Динамо» (Киев)                            |                                            |
| 4                                          | 9                                          | 20.10.1993                                 | Мексика, Сан-Диего, «Джек Мерфи»           | Товарищеский матч                          | Мексика                                    | 1 : 2                                      |                                            | 72                                         | 73'                                        |                                            | «Динамо» (Киев)                            |                                            |
| 5                                          | 10                                         | 23.10.1993                                 | США, Бетлехем, «Гудман Стэдиум»            | Товарищеский матч                          | США                                        | 1 : 0                                      |                                            | 90                                         |                                            |                                            | «Динамо» (Киев)                            |                                            |
| Итого:                                     | Итого:                                     | Итого:                                     | 5 игр; +1 =2 −2; голы 5:7 (−2)             | 5 игр; +1 =2 −2; голы 5:7 (−2)             | 5 игр; +1 =2 −2; голы 5:7 (−2)             | 5 игр; +1 =2 −2; голы 5:7 (−2)             |                                            | 290 мин.                                   | 290 мин.                                   |                                            |                                            |                                            |

### Тренерская
С 2016 года возглавил покровский «Авангард».

## Достижения
- Чемпион Украины: 1992/93
- Обладатель Кубка Украины: 1992/93

## Семья
Жена Наталья, сын Игорь.